# Saint-Pierre-la-Noue
Saint-Pierre-la-Noue – gmina we Francji, w regionie Nowa Akwitania, w departamencie Charente-Maritime. W 2013 roku liczba ludności wynosiła 1705 mieszkańców. 
Gmina została utworzona 1 marca 2018 roku z połączenia dwóch ówczesnych gmin: Péré oraz Saint-Germain-de-Marencennes. Siedzibą gminy została miejscowość Saint-Germain-de-Marencennes.